# Emmanuel Carvallo
Emmanuel Carvallo (* 1856 in Narbonne; † 1945) war ein französischer theoretischer Physiker.
Carvallo studierte ab 1877 an der École polytechnique, wie auch seine Brüder Joseph und Julien. 1890 wurde er an der Sorbonne mit einer Dissertation in theoretischer Optik bei Henri Poincaré promoviert. Im selben Jahr wurde er Examinator in Mechanik an der École Polytechnique. Er hielt Kurse über Elektrizitätslehre an der École pratique d’électricité industrielle und war 1909 bis 1920 Directeur d’études an der École polytechnique.
1897 untersuchte er die Stabilität von Fahrrädern (wie unabhängig Francis Whipple1899 in Cambridge). 1934 veröffentlichte er ein Buch, in der er seine schon vorher geäußerte Meinung darlegte, die Relativitätstheorie wäre experimentell widerlegt.
Carvallo war Mitarbeiter der französischen Ausgabe der Enzyklopädie der mathematischen Wissenschaften. 1904 war er Präsident der Société Mathématique de France.

## Schriften
- Traité de mécanique à l'usage des élèves de mathématiques élémentaires. Nony, Paris 1893, Archive.
- Méthode pratique pour la résolution numérique complète des équations algébriques et transcendantes. Nony, Paris 1896, Archive.